# Chico Diabo
José Francisco Lacerda (1848-1893), apodado Chico Diabo, fue un cabo del Ejército Imperial de Brasil que peleó en la Guerra de la Triple Alianza, ganando fama por matar al presidente paraguayo Francisco Solano López en el Combate de Cerro Corá.

## Biografía
Chico nació en una familia pobre. Desde niño, trabajó en un matadero propiedad de un inmigrante italiano en la ciudad de São Lourenço do Sul, cerca de Camaquã. En este matadero él fabricaba productos como carne, salchichas y salami.
En 1863, cuando él tenía 15 años, Chico no pudo evitar que un perro ingresara al depósito de carne del matadero. Después de darse cuenta de que el perro se había comido parte de los productos del matadero, el dueño golpeo a Chico. Este respondió apuñalándolo, para luego huir a la casa de sus padres.
Cuando su madre vio que se aproximaba a su casa, ella exclamó: "Estoy segura que es ese chico diablo el que viene". Desde ese momento, su apodo pasó a formar parte de él. 
Los padres de Chico temían que su hijo sufriera represalias, por lo que lo enviaron a vivir con su tío, Vicente Lacerda, en Bagé.

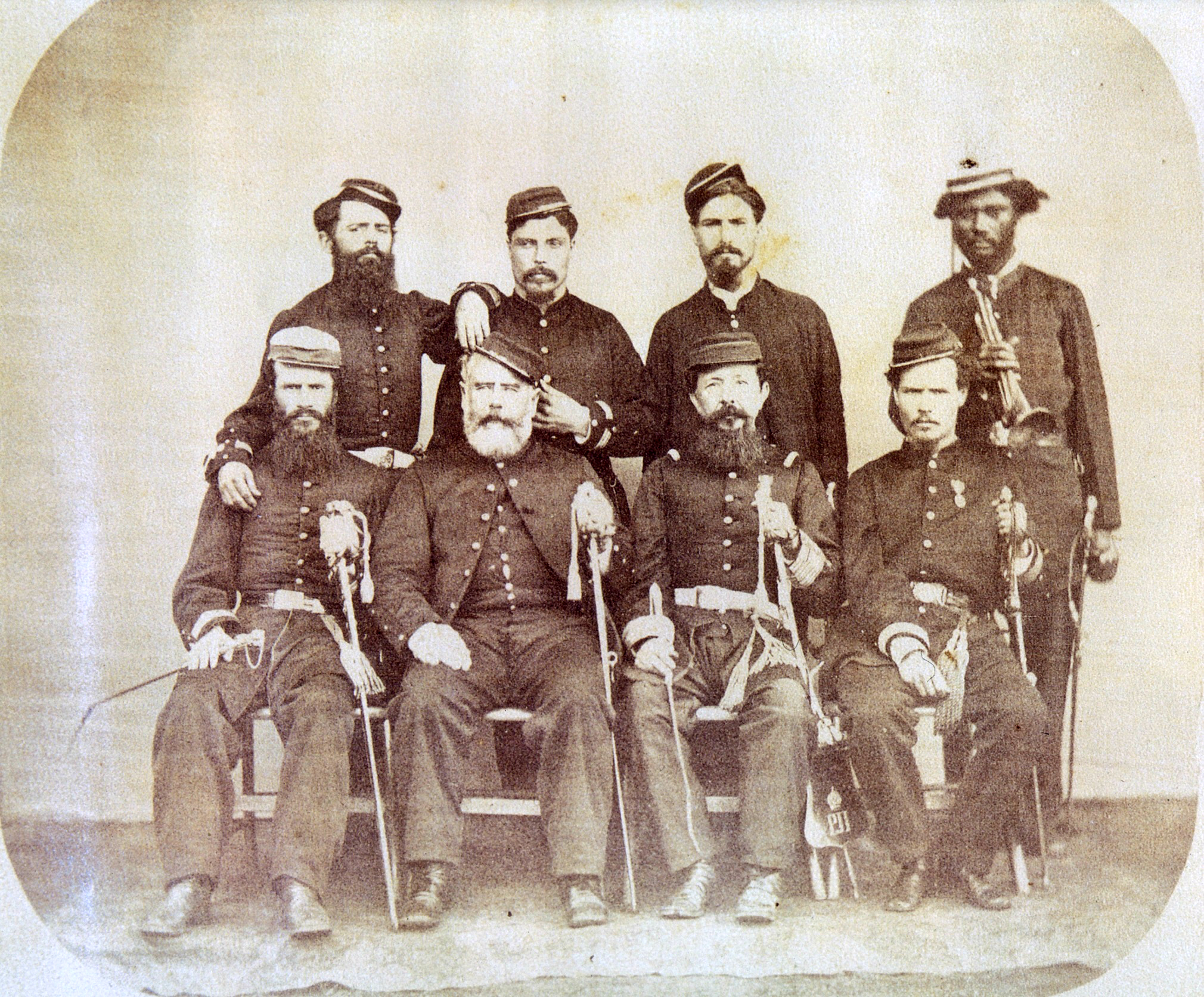
Colonel Joca Tavares (tercero sentado, desde la izquierda a derecha) y su asistente, incluyendo a José Francisco Lacerda, más conocido como "Chico Diabo" (tercero de pie, desde la izquierda a derecha), Responsable del asesinato de Solano López.

En 1865, Chico se unió a un destacamento de Voluntarios de la Patria, bajo el mando del entonces coronel Joca Tavares, que estaba pasando por Bagé en dirección al frente de batalla.

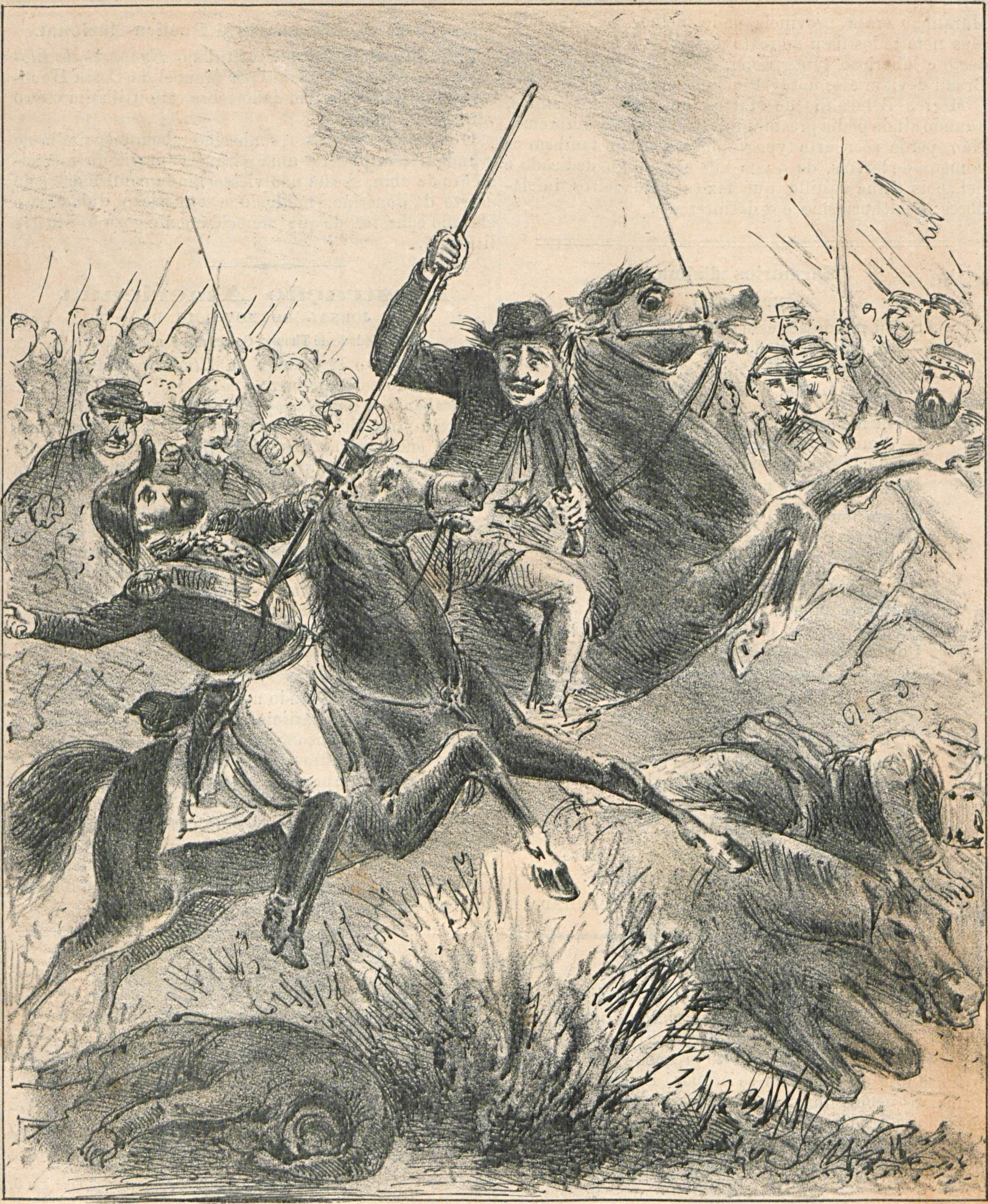
Cabo José Francisco Lacerda, conocido como Chico Diabo, hiriendo mortalmente al presidente Francisco Solano López con una lanza durante el Combate de Cerro Corá (Semana Illustrada, 1870).

En 1870, Chico, siendo cabo, ganó fama por dar muerte a Francisco Solano López con una lanza en el Combate de Cerro Corá. La herida fue aparentemente fatal, luego el soldado João Soares también le disparó con una Carabina Spencer al Presidente López.
Es posible que Chico haya fallado a la hora de obedecer las órdenes, que probablemente exigían que Francisco Solano López sea capturado vivo, cuando lo atacó. Pero no existe consenso entre los historiadores si efectivamente se emitió tal orden. Algunos autores incluso afirman que había un premio de cien libras de oro para quien diera muerte al presidente. Según las fuentes contemporáneas, el Emperador D. Pedro II no autorizó a los superiores de Francisco Lacerda, a otorgarle una medalla por valentía en combate por temor a que en la prensa pensaran que Francisco Solano López había sido ultimado después de rendirse.
Sin embargo, Chico fue premiado con cien vaquillonas (vaquilhonas, en portugués). Él también tomó el oro y la plata que Francisco Solano López llevaba consigo cuando fue abatido. El oro fue grabado con las iniciales "FL" que por coincidencia también coinciden con las iniciales de Chico. La lanza usada para matar a Solano López se encuentra en el Museo Histórico Nacional de Brasil, en Río de Janeiro.

Tumba de Chico Diabo en el cementerio de la guardia, en Bagé (RS).

Al mismo tiempo, el nombre de Chico fue ensalzado con canciones a su nombre como O Cabo Chico Diabo, do diabo Chico deu cabo.
Después de volver de Paraguay en 1871, Chico se casó con su prima, Isabel Vaz Lacerda, con quien tuvo cuatro hijos, y trabajó como capataz en distintos ranchos de la zona.
El murió repentinamente en 1893 cuando estaba en Uruguay al servicio de Joca Tavares. Años después, su viuda contrató a un uruguayo que trajera los restos a tierras brasileñas. Su cadáver fue enterrado en el cementerio de la guardia, en Bagé. En 2002, la sociedad de historiadores locales colocó una placa memorial sobre su tumba.